# Hypocrisy (альбом)
Hypocrisy — шестой полноформатный студийный альбом шведской группы Hypocrisy, выпущенный в 1999 году лейблом Nuclear Blast. Диджипак версия издания включала также дополнительную композицию Self Inflicted Overload. Издание для японского рынка, в свою очередь, помимо указанной композиции также включало демоверсию композиции Elastic Inverted Visions и композицию Falling Through the Ground.

## Об альбоме
За два года до выпуска альбома, в апреле-мае 1997 года, Петер Тэгтгрен заявлял что уходит из Hypocrisy, решив посвятить свою дальнейшую деятельность продюсированию альбомов. Однако впоследствии, во многом благодаря фестивалю Milwaukee Metalfest, где группа была очень хорошо принята, Тэгтгрен пересмотрел своё решение, результатом которого стал выпуск настоящего альбома, а также дальнейшая деятельность Hypocrisy.
В названии альбома был заложен определённый смысл, по словам Петера Тэгтгрена альбом знаменует собой начало нового Hypocrisy. Однако при записи самого альбома он носил название Cloned, но в связи с наличием ещё некоторого числа альбомов с таким названием участниками группы было решено сменить его на существующее.
Для альбома были записаны композиции, продолжительность звучания которых составляла более 75 минут. Однако было решено не затягивать альбом и оставить около 50 минут.

### Музыка
Музыка альбома, по словам Петера Тэгтгрена, является более разнообразной и широкой, чем музыка предыдущего альбома. Кроме того вокал Петера на альбоме различается в зависимости от конкретной композиции.

### Лирика
В отличие от прошлого концептуального альбома лирика настоящего альбома обладает разнообразием. В частности определённые композиции посвящены тематике научной фантастики, проблеме рака, путешествия во времени и т.д.

## Список композиций
| №   | Название                          | Длительность |
| --- | --------------------------------- | ------------ |
| 1.  | «Fractured Millennium»            | 5:14         |
| 2.  | «Apocalyptic Hybrid»              | 4:04         |
| 3.  | «Fusion Programmed Minds»         | 4:39         |
| 4.  | «Elastic Inverted Visions»        | 6:16         |
| 5.  | «Reversed Reflections»            | 4:29         |
| 6.  | «Until the End»                   | 5:54         |
| 7.  | «Paranormal Mysteria»             | 4:39         |
| 8.  | «Time Warp»                       | 3:51         |
| 9.  | «Disconnected Magnetic Corridors» | 5:25         |
| 10. | «Paled Empty Sphere»              | 6:15         |

| №   | Название                          | Длительность |
| --- | --------------------------------- | ------------ |
| 11. | «Self Inflicted Overload»         | 4:38         |
| 12. | «Elastic Inverted Visions (Demo)» | 5:16         |
| 13. | «Falling Through the Ground»      |              |

## Участники записи
- Петер Тэгтгрен − гитара, вокал, клавишные
- Микаэль Хэдлунд − бас
- Ларс Соке − ударные